# Tvillingarnas vilda äventyr i London
Tvillingarnas vilda äventyr i London, även känd som Tvillingarna på äventyr i London, (engelska: Winning London) är en amerikansk komedifilm från 2001, regisserad av Craig Shapiro.

## Handling
Tvillingarna Chloe och Riley deltar i en FN tävling i London tillsammans med några andra från sin skola. Efter att ha flugit över Atlanten är de äntligen framme i fartfyllda London, som är en metropol varje tonåring vill besöka. Tvillingarna och deras lag har forskat om landet Kina, som de ska representera i tävlingen. Men det visar sig att ett annat lag också har Kina. Laget bestämmer sig för att låta de andra få Kina, i utbyte mot deras stora rum, eftersom deras rum är mer som en garderob. Det andra laget går med på det. Nu måste tvillingarna och deras kompisar lära sig mängder av nya fakta om ett nytt land. England såklart, eftersom de är i England tycker alla att de kan utforska landet utomhus. Så beger sig laget ut mot nya äventyr! Och hur ska det då gå för stackars London, som kanske aldrig kommer att bli sig likt efter tvillingarnas besök?

## Rollista
| Mary-Kate Olsen     | – Chloe Lawrence          |
| Ashley Olsen        | – Riley Lawrence          |
| Brandon Tyler       | – Brian Connors           |
| Jesse Spencer       | – Lord James Browning Jr. |
| Rachel Roth         | – Rachel Byrd             |
| Eric Jungmann       | – Dylan                   |
| Claire Yarlett      | – Ms. Watson              |
| Steven Shenbaum     | – Mr. Holmes              |
| Paul Ridley         | – Lord James Browning Sr. |
| Stephanie Arellano  | – Gabriella               |
| Blythe Matsui       | – Sakura                  |
| Curtis Andersen     | – Goofy Delegate          |
| Garikayi Mutambirwa | – Niko                    |